# 广兴里
36°04′15.8″N 120°18′56.7″E / 36.071056°N 120.315750°E
广兴里，又称积庆里，是中国山东省青岛市市北区的一座里院建筑，其南门位于海泊路63号，北门位于高密路56号，始建于1901年，1914年扩建至现今规模。现为山东省文物保护单位。

## 历史

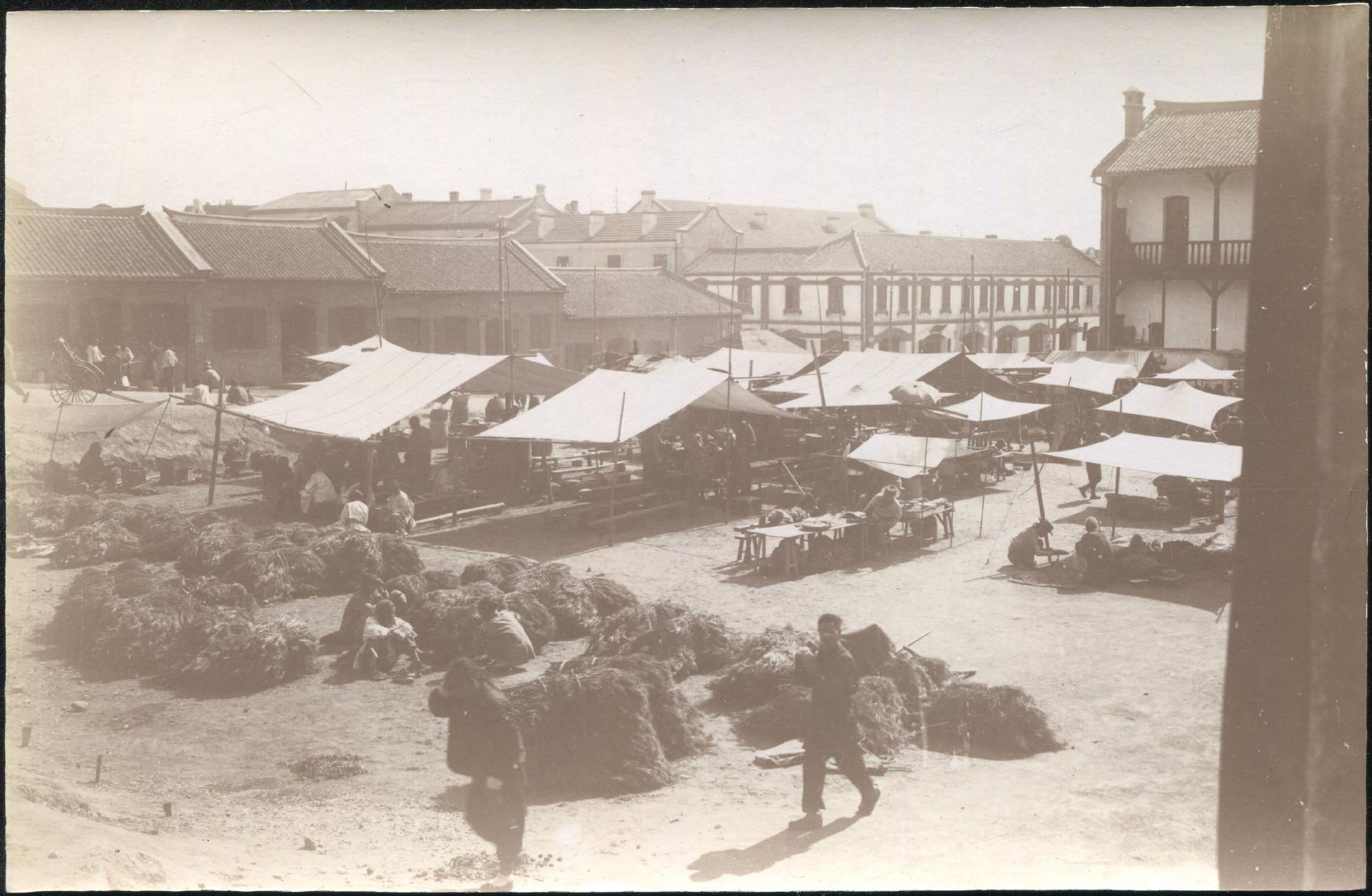
德占时期的广兴里早期建筑后院，最右侧即为广兴里最初建成的西翼

1901年，广东香山籍商人、广东会馆会长古成章在今广兴里街区西侧、临博山路处兴建了一座二层商业楼，聘请德国建筑师设计。1912年，古成章将该地块出售给浙江慈溪籍商人、三江会馆会长周宝山（周季芳）。1914年，该街区其他三面建起楼房，形成一处闭合的大型合院式建筑，即广兴里。1933年，广兴里东北角（易州路和高密路路口）因火灾烧毁而翻建。
至1930年代，广兴里中央的巨大庭院已经成为一处市场兼文化娱乐场所，被称为“积庆里市场”，有餐馆、照相馆、杂货铺、土产店、理发店等，以及一个仅100余个坐席的小型电影院，院内1947年有商铺60多家，住户最多时达到160户近500口人（另据一位老住户回忆最多有300多户）。1952年，广兴里门头改为“吉庆商场”。1958年，为解决气割厂职工住宿问题，在庭院内搭建板房（一说1958年搭建板房，1965年拆除板房改建为平房，作为气割机械厂职工宿舍）。改革开放以后，院内个体商户增多。约1987年进行大修。1990年代实行商户“退路进市”以后，广兴里商业逐渐衰落，同时楼体年久失修，逐渐破败。2000年、2014年，广兴里曾发生两场较大火灾。
第三次全国文物普查后，广兴里曾被列入市北区未定级不可移动文物名单。2015年，市北区政府启动“青岛湾老城区改造项目二期工程”，广兴里征收改造工作开始，院内176户居民全部搬迁，至2018年基本完成征收工作。2017年，院内1500平方米的后建平房、违章建筑全部拆除。2019年10月，广兴里修缮工作正式启动，该工程为市北区政府牵头组织实施的历史建筑保护再利用试点项目。5月28日，青岛市历史城区保护更新试点项目开园仪式在广兴里举行，广兴里改为青岛工业设计创新中心，有若干家设计机构入驻，同时其庭院也用于举办演出。2022年1月14日，广兴里列入第六批山东省文物保护单位。

## 建筑特色

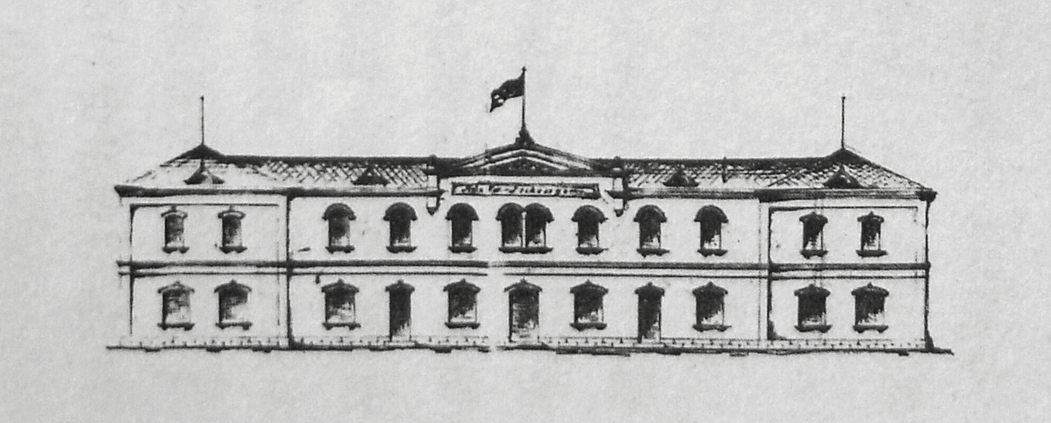
广兴里最初建成部分设计图

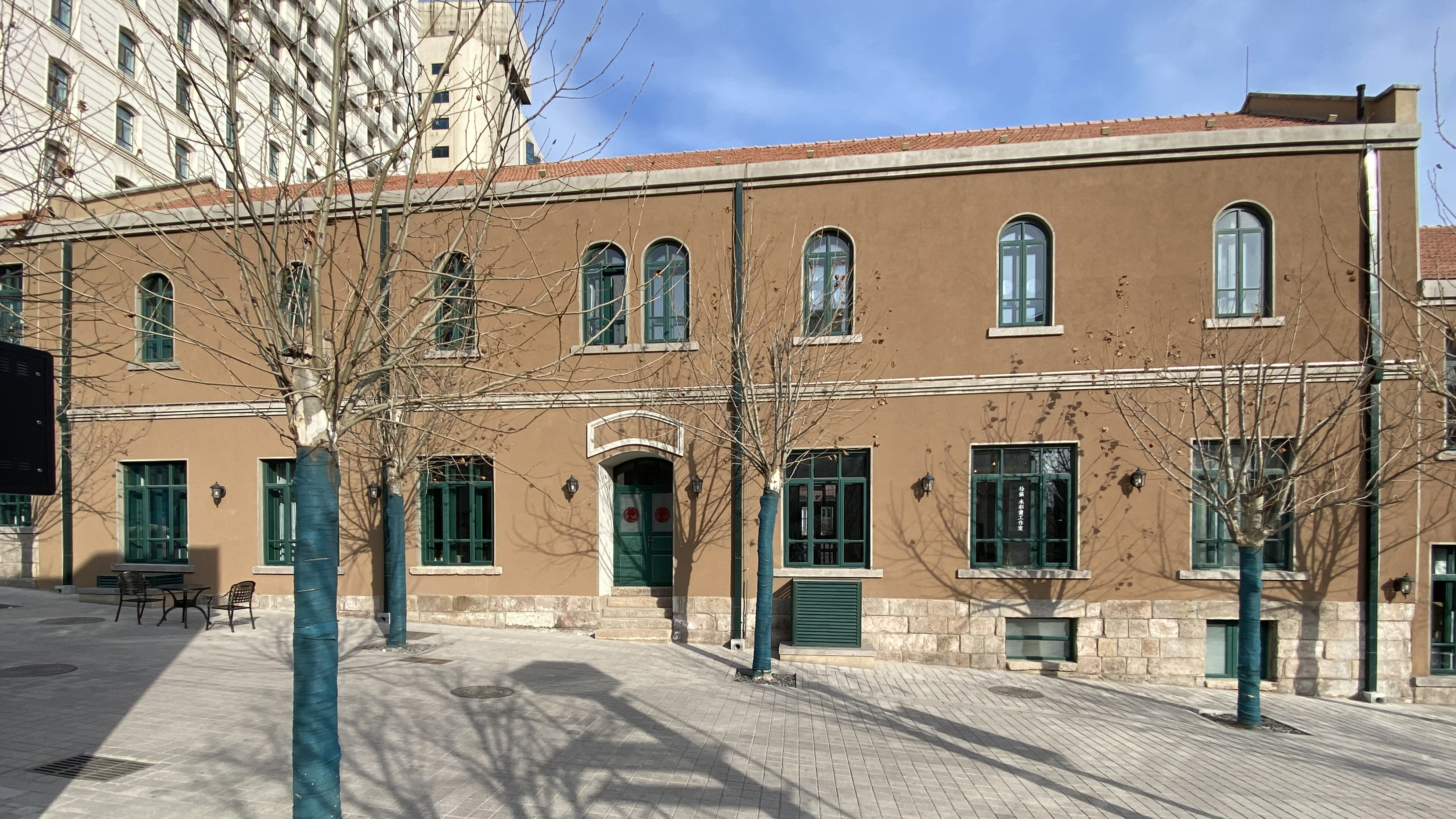
广兴里最初建成的西翼，2022年2月

广兴里位于海泊路（南）、博山路（西）、高密路（北）和易州路（东）合围成的街区内，地势东高西低。广兴里是始建年代最早的里院建筑之一，也是占地面积、庭院规模最大的里院。
广兴里西侧最初建成的二层楼，其原设计为“凹”字形平面，主立面三段式划分，与欧洲近代公众建筑类似。主立面两翼以砖框简单划分，立面以常见的清水砖窗拱为主要装饰元素，而二层的半圆拱较为罕见，立面中央山花引人注目。楼内一层为开间较大的店铺，二层为住房，以东侧的外走廊组织水平交通。楼体中央为连接街道与后院的走廊，兼为楼梯间。厨房和卫生间设于一座独立的附属建筑中。据推测，该楼建筑师可能没有亲临地基勘察，而仅凭土地尺寸完成设计方案，未能注意到该地段较大的坡度与高达3米的南北高差。此种缺陷导致实际建设中仅完成了方案中的中段，两翼并未建设。
1914年扩建时，在街区其他三面临街建起二层楼房，形成一处闭合的大型合院式建筑。扩建完成后的广兴里，占地面积2550.5平方米，总建筑面积3373.69平方米，平面呈“口”字型。新建的三翼各设一处通往庭院的拱门，内设通往二层的楼体。由于博山路与易州路之间的3米高差，南北两翼沿海泊路、高密路逐级抬升，以保证16间沿街店面全部与街道平齐。内院则保持水平，因此东翼内院一侧形成半地下室。二层各房间由外走廊连接，与西侧最初建成部分的外走廊连接，形成围绕庭院的闭合回路。建筑立面较为朴素，一层窗台以下为花岗石墙基，商铺入口及拱门以石块简单装饰，墙面为拉毛粉刷，四处路口转角做抹角处理。内院廊架为最简单的斜撑式，漆成红色。

## 图集
- 整修前的广兴里西南角，2017年8月
- 庭院拆违完成后、整修以前的广兴里西翼内侧，2017年8月
- 整修后的广兴里西南角，2022年3月
- 整修后的广兴里院内